# ماجح (روستا)
 ماجح  به عربی ( مَاجِح )، روستایی است در دهستان وراق از توابع استان اِب در کشور یمن در شبه جزیره عربستان.

## جمعیت
جمعیت آن ( ۱۲۰) نفر (۱۱ خانوار) می‌باشد.